# Історія лазерної техніки
| 1916 | • Альберт Ейнштейн представив концепцію вимушеного випромінювання |
| 1920 | • Й. Франк і Ф. Райхе підтвердили існування метастабільних збуджених станів |
| 1927 | • Поль Дірак створив квантову теорію вимушеного випромінювання |
| 1928 | • Р. Ладенбург і Е. Копферман дослідили від'ємну дисперсію світла в газовому розряді (в неоні) |
| 1940 | • В. А. Фабрикант дослідив від'ємне поглинання світла |
| 1947 | • Вілліс Лемб і Р. Резерфорд вперше продемонстрували стимульовану емісію |
| 1950 | • К. М. Пурселл і Р. Ф. Паунд отримали стимульовану емісію в флюориді літію при швидкому переключенні магнітного поля (інвертований спін) |
| 1951 | • В. А. Фабрикант, М. М. Вудинський, Ф.А Бутаєва провели експерименти з підсиленню електромагнітного випромінювання в газах • Чарлз Таунс дослідив можливості створення генератора субміліметрового діапазону • Ц. С. ван Гііл, Г. Г. Гопкінс і Н. С. Капані виготовили перше оптичне волокно |
| 1952 | • Дж. Вебер розробив теорію мікрохвильових резонаторів, шумів і чутливості підсилювачів |
| 1953 | • Джон фон Нейман розробив теорію фотонного підсилення |
| 1954 | • М. Г. Басов, О. М. Прохоров; Чарлз Таунс, В. Гордон; Дж. Цайгер, К. Шимода, Т.Ванг створили незалежно один від одного перший мазер на молекулах аміаку • Нарандер Сінгх Капані запропонував термін «волоконна оптика» |
| 1956 | • Н. Бломберг розробив теорію трирівневого твердотільного лазера |
| 1958 | • Л. Шавлов і Чарлз Таунс проводять розрахунки мазерів для видимого і інфрачервоного діапазонів |
| 1959 | • Ґ. Ґоулд вводить термін «ЛАЗЕР» і подає креслення оптичного мазера в американське патентне бюро • М. Г. Басов робить теоретичне обґрунтування напівпровідникового лазера |
| 1960 | • Т. Мейман створив перший генератор електромагнітного віпромінювання на кристалі рубіну (Cr3+:Al2O3) (λ = 690 нм) • А. Джаван, В. Беннет і Д.Еріот побудували гелій-неоновий лазер (λ = 1,15 мкм) • П. Сорокін і М. Стевенсон отримали стимульовану емісію на U3+:CaF2-кристалі (λ = 2,5 мкм і λ = 2,6 мкм) • Ф. Ґ. Гоутерманс запропонував ексимери як лазерне середовище |
| 1961 | • А. Ґ. Фокс і Т.Лі; Ґ. Д. Бойд і Дж. П. Ґордон створили теорію оптичних резонаторів з сферичними дзеркалами • П. П. Сорокін і М.Дж. Стевенсон, В. Кайзер та інші отримали стимульовану емісію на Sm2+:CaF2-кристалі (λ = 708 нм) • E. Шнітцер отримав стимульовану емісію на Nd3+:склі (λ = 1,062 мкм) • Д. Полані створив хімічний лазер на екзотермічних газових реакціях • Р. В. Геллварт запропонував генерацію потужних лазерних імпульсів з допомогою модуляції добробності • П. А. Франкен отримав генерацію другої гармоніки (подвоєння частоти) в рубіновому лазері з допомогою кристалу кварцу |
| 1962 | • Д. Уайт і Дж. Ріджен створили He-Ne лазер з довжиною хвилі 632,8 нм • Р.Холл та інші; Н. Г. Басов та інші винайшли напівпровідникові лазери на арсеніді галію (λ = 840 нм, λ = 710 нм) • Д. Кляйнман і П. Кіслюк побудували перший рефлектор Фабрі-Перо для селекції мод в лазерному резонаторі • Н. Бломберґен та інші висунули теорію поширення хвиль в нелінійних середовищах (подвоєння частоти, параметричні процеси, стимульований ефект Рамана, багатофононна іонізація та інші) |
| 1963 | • Л. Джонсон та інші представили перші перестроювані лазери на перехідних металах, наприклад Ni2+:MgF2(λ = 1,62 мкм …1,8 мкм) • Ф. Ділл, В. Говард та інші отримали неперервну стимульовану еміссію в GaAs діодах при температурі від 2 K до 77 K (λ = 840 нм) • Н. Г. Басов і А. Н. Ораєвський висловили ідею теплового накачування • Г. Херд створив перший азотний лазер • Г. Кроемер, Ж. І. Алферов і Р. Ф. Казарінов запропонували подвійні гетероструктури для лазерних діодів • Р. Нойман запропонував збуджувати твердотільні середовища за допомогою лазерних діодів • M. Коупланд застосував GaAs діод як оптичний підсилювач                                                                                 |
| 1964 | • Дж. Ґойзік та інші отримали стимульовану емісію на 1,064 мкм в Nd:YAG-лазері (Nd3+:Y3Al5O12) • К. Пател побудував перші лазери на CO2-газі • Л. Харгроу, Р.Рорк і М. Поллак отримали синхронізацію мод в He-Ne лазері з тривалістю пічка 600 пс • В. Бріджес реалізував аргон-іонний лазер (λ = 488 нм, λ = 514 нм), ксеноновий і криптоновий лазер • Г. Ґеббі створив 337-мкм-HCN-лазер, перший ефективний субмілліметровий лазер • Р. Кайес і Т. Квіст побудували перший твердотільний лазер з накачкою лазерними діодами (U3+:CaF2-кристал збуджувався GaAs-діодами) з робочою температурою 4,2 K • П. Кафалас, Б. Соффер і П. Сверокін реалізували пасивну модуляцію добротності з допомогою насиченого абсорбера |
| 1965 | • Дж. Каспер і Дж. Піментал винайшли хімічний лазер на HCl, імпульсний з оптичним ініціюванням (λ = 3,5 мкм) • Б.Фрітц і Е. Менке створили перший лазер на центрах забарвлення на KCl: Li/Fa-кристалі (λ = 2,7 мкм) • Дж. Жордмейн і Р. Міллер створили перший параметричний осцилятор на LiNbO3-кристалі |
| 1966 | • В. К. Конюхов, О. М. Прохоров; Р. Кантровітц та інші реалізували перший газодинамічний CO2-лазер • П. П. Сорокін і Дж. Р. Ланкард побудували перший імпульсний лазер на барвниках з накачкою лазером на рубіні (λ = 756 нм) • В. Сільфаст, Ґ. Фовлс реалізовують перший лазер на парах металів Zn/Cd-лазер • В. Т. Волтер побудував перший лазер на парах міді (λ = 510,6 нм і λ = 578,2 нм) |
| 1967 | • Ф. К. Кнойбюль та інші реалізували хвилепровідний газовий лазер на HCN-молекулах (λ = 337 мкм) • Т. Ф. Дойтч, К. Л. Компа і Ґ С. Піментель побудували перший фтороводневий (HF) лазер |
| 1968 | • Ж. І. Алферов та інші створили напівпровідниковий лазер на подвійній гетероструктурі з генерацією в імпульсному режимі • M. Росс реалізував перший Nd:YAG-лазер з накачкою лазерними діодами • В. Т. Волтер побудував перший лазер на парах золота (λ = 637,8 нм) |
| 1969 | • В. Б. Тіфанні та інші побудували перший кіловатний CO2-лазер • Т. А. Кул і Р. Р. Тефенс відкрили чисто хімічний лазер на HCl неперервної дії |
| 1970 | • O. Петерсон на інші отримали неперервне випромінювання на родаміні 6G • Н. Г. Басов та інші побудували перший ексимерний лазер на Xe*2 • T. Чанг і T. Бріджес побудували 496-мкм -CH3F-лазер • Ж. Алферов та інші побудували перші лазерні діоди на подвійних гетероструктурах з неперервною генерацією при кімнатній температурі • І. Хаяші, М. Паніш на інші побудували лазерні діоди з неперервною генерацією при кімнатній температурі • Л. Есакі та Р. Тсу отримали перші квантові хвилеві структури |
| 1971 | • Г. Когельник і С. Шанк винайшли лазер на барвниках з розподіленим зворотнім зв'язком (Distributed Feedback) |
| 1973 | • M. Накамура і А. Ярів створили перший DFB напівпровідниковий лазер |
| 1974 | • Г. Маровський використав кільцевий резонатор для запобігання «spatial hole burning»-ефекту • А. І. Гудзенко і С. І. Яковенко запропонували реактор-лазер |
| 1975 | • T. Генш, А. Шавлов, Д. Вінеланд і Г. Демельт запропонували охолодження атомних променів за допомогою лазерів |
| 1976 | • Дж. Гсіех побудував неперервні InGaAsP-лазерні діоди (λ = 1,25 мкм) |
| 1977 | • Дж. Мадейс та інші створюють перший лазер на вільних електронах |
| 1978 | • Дж. Валлінґ побудував твердотільний лазер на александриті (BeAl2O4:Cr3+) з неперервною перебудовою в діапазоні 710—820 нм • В. Мак Дермотт, Н. Пчелкин та інші створили чисто хімічний лазер на електронних переходах в йоді (λ = 1,315 мкм) |
| 1979 | • Е. Аффолтер і Ф. Кнойбюль побудували газовий лазер з розподіленим зворотнім зв'язком (DFB) • Х. Сода та інші створили перші поверхнево-емітуючі лазерні діоди (Vertical Cavity Surface Emitting Lasers) |
| 1980 | • Л. Молленауер, Р. Стоулен, Дж. Ґордон вперше спостерігали солітони в оптичних волокнах • Ц. Бор отримав короткі імпульси за допомогою лазера на барвниках |
| 1981 | • Ф. Кояма та інші побудували GaInAsP/InP-лазерні діоди з розподіленим рефлектором Бреґґа (Distributed Bragg Reflector) |
| 1982 | • П. Моултон побудував перший Ti: сапфір-лазер (Ti3+:Al2O3) з перебудовою хвиль між 670 нм і 1079 нм |
| 1983 | • Л. Молленауер, Р. Стоулен побудував перший лазер на солітонах |
| 1985 | • Д. Меттьюс та інші відкрили рентгенівський лазер з 15 нм випромінюванням • Т. Кейн і Р. Бейр створили монолітний кільцевий YAG-лазер з діодною накачкою |
| 1987 | • Д. Пейн відкрив ербієвий підсилювач з робочою довжиною хвилі 1,55 мкм (Erbium Doped Fiber Amplifier) |
| 1988 | • С. Пейн та інші побудували перший Cr: LiCaF-лазер з перебудовою довжини хвилі в діапазоні 720 нм і 840 нм |
| 1989 | • С. Пейн та інші побудували перший Cr: LiCaF-лазер з перебудовою довжини хвилі в діапазоні 780 нм і 920 нм |
| 1991 | • М. Гаазе та інші отримали короткочасну генерацію з блакитно-зеленого лазерного діода на базі селеніду цинку |
| 1992 | • Ґ.Ґріін, Ґ. Ляйзінґ та інші створили перший органічний полімерний світлодіод з блакитним випромінюванням |
| 1994 | • K. Ан та інші відкрили перший лазер на одному атомі (λ = 791 нм) |
| 1995 | • М. Андерсон та інші; К. Дейвіс та інші вперше спостерігають конденсат Бозе-Ейнштейна в атомарних газах |
| 1996 | • Накамура Сюдзі створив перші ефективні блакитні лазерні діоди на базі нітриду галію • Р. Френд побудував полімерний лазер з оптичною накачкою |
| 1999 | • Вольфганг Кеттерле та інші; К. Моцума та інші відкрили перший атомний лазер — когерентне підсилення матеріальних хвиль при проходженні атомного резервуару |

Використані джерела:
- www.z-laser.com/zlaser_de/allgemein/lasergeschichte
- M. Bertolotti: The History of the Lasers, Institute of Physics Publishing, 1999